# Mouse Genome Informatics
Mouse Genome Informatics (MGI) és una base de dades en línia gratuïta i un recurs de bioinformàtica allotjat en el The Jackson Laboratory, amb finançament del National Human Genome Research Institute (NHGRI o Institut Nacional d'Investigació del Genoma Humà), l'National Cancer Institute (NCI o Institut Nacional del Càncer) i l'Eunice Kennedy Shriver National Institute of Child Health and Human Development (NICHD, o Institut Nacional de Salut Infantil i Desenvolupament Humà Eunice Kennedy Shriver). MGI proporciona accés a les dades sobre la genètica, la genòmica i la biologia del ratolí de laboratori per facilitar l'estudi de la salut humana i la malaltia. La base de dades integra múltiples projectes, amb les dues contribucions més importants procedents de la Mouse Genome Database (Base de dades del genoma del ratolí) i de la Mouse Gene Expression Database (GXD o Base de dades de l'Expressió Gènica del Ratolí). A partir de 2018, MGI conté dades seleccionades a partir de més de 230.000 publicacions.
El recurs MGI es va publicar per primera vegada en línia l'any 1994 i és una col·lecció de dades, eines i anàlisis creades i adaptades per al seu ús en el ratolí de laboratori, un organisme model molt utilitzat. És "la font autoritzada de noms oficials per a gens, al·lels i soques de ratolí", que segueix les directrius establertes pel International Committee on Standardized Genetic Nomenclature for Mice (Comitè Internacional de Nomenclatura Genètica Estandaritzada per a Ratolins). La història i l'enfocament de les instal·lacions de producció i recerca del Laboratori Jackson genera un gran i profund coneixement que els investigadors poden extreure per avançar en la seva investigació, i és una eina indispensable per a qualsevol investigador que utilitzi el ratolí com a organisme model per a la seva investigació, i per als investigadors interessats en gens que comparteixen homologia amb els gens del ratolí. Diversos recursos de suport a la recerca de ratolins, com ara col·leccions d'animals i programari gratuït de gestió de colònies, també estan disponibles al lloc MGI.